# Misfits (serie televisiva 1985)
Misfits (Misfits of Science) è una serie televisiva statunitense in 16 episodi trasmessi per la prima volta nel corso di una sola stagione dal 1985 al 1986. È una commedia a sfondo fantascientifico incentrata sulle folli vicende di tre persone con superpoteri.

## Trama
I ricercatori Billy Hayes e Elvin "El" Lincoln lavorano per l'Humanidyne Institute, un centro di ricerca specializzato nello studio delle anomalie umane. Insieme scoprono i resti di Arnold Biefneiter, un uomo criogenizzato nel 1937 che, una volta risvegliato, ha il potere di congelare tramite getti a bassissima temperatura. Dopo che Biefneiter (che compare solo nell'episodio pilota) viene trasferito ad un altro centro per essere utilizzato a fini militari, i due vengono licenziati. Senza occupazione, Hayes e Lincoln formano un gruppo di persone con poteri speciali composto dallo stesso Elvin "El" Lincoln, che ha sviluppato un modo per ridurre le sue dimensioni corporee fino ad un'altezza di pochi centimetri, John "Johnny B" Bukowski, un musicista rock colpito da una scarica elettrica durante un concerto che ha il potere di manipolare l'elettricità, e Gloria "Glo" Dinallo, una ragazza diciassettenne con qualche problema con la legge che può spostare gli oggetti con il pensiero. I "supereroi" formano quindi una squadra per combattere il crimine.

## Personaggi e interpreti
- Dottor Billy Hayes (16 episodi, 1985-1986), interpretato da Dean Paul Martin.
È un giovane ricercatore presso l'Humanidyne Institute, è responsabile del gruppo.
- Dottor Elvin 'El' Lincoln (16 episodi, 1985-1986), interpretato da Kevin Peter Hall.
È un collega di Billy. Ha il potere di ridurre le sue dimensioni per 15 minuti fino ad un minimo di sei pollici premendo un nervo sul retro del collo.
- John 'Johnny B' Bukowski (16 episodi, 1985-1986), interpretato da Mark Thomas Miller.
È un musicista rock, può manipolare l'elettricità che può sprigionare a volontà dalle mani. Indossa occhiali da sole perché i suoi occhi brillano quando è completamente carico, può scagliare fulmini e correre a velocità sovrumana.
- Gloria Dinallo (16 episodi, 1985-1986), interpretata da Courteney Cox.
È una ragazza diciassettenne in libertà vigilata, ha poteri telecinetici. Ha un interesse amoroso per Johnny.
- Jane Miller (16 episodi, 1985-1986), interpretata da Jennifer Holmes.
È l'agente che ha il compito di controllare Gloria.
- Dick Stetmeyer (16 episodi, 1985-1986), interpretato da Max Wright.
È il direttore dell'Humanidyne Institute.
- Miss Nance (15 episodi, 1985-1986), interpretata da Diane Cary.
È la segretaria dell'istituto.
- Mrs. Willis (3 episodi, 1986), interpretata da Patricia Wilson.
- Dottor Levine (2 episodi, 1985-1986), interpretato da Michael McGuire.

## Produzione
La serie, ideata da James D. Parriott, fu prodotta da Universal TV. Le musiche furono composte da Jeff Sturges e Basil Poledouris.

### Registi
Tra i registi sono accreditati:
- Burt Brinckerhoff in 4 episodi (1985-1986)
- Michael Switzer in 3 episodi (1985-1986)
- Bernard McEveety in 2 episodi (1986)
- Joe Dorsey
- Doug Hale
- Douglas Warhit

### Sceneggiatori
Tra gli sceneggiatori sono accreditati:
- James D. Parriott in 16 episodi (1985-1986)
- Donald Todd in 4 episodi (1985-1986)
- Morrie Ruvinsky in 4 episodi (1985-1986)
- Susan Goldberg

## Distribuzione
La serie fu trasmessa negli Stati Uniti dal 4 ottobre 1985 al 21 febbraio 1986 sulla rete televisiva NBC. In Italia è stata trasmessa dal 6 marzo 1986 su Euro TV con il titolo Misfits.
Alcune delle uscite internazionali sono state:
- negli Stati Uniti il 4 ottobre 1985 (Misfits of Science)
- in Francia il 30 luglio 1987 su La Cinq (Superminds)
- in Germania Ovest (Die Spezialisten unterwegs)
- in Spagna (Los rebeldes de la ciencia o Efectes especials)
- in Finlandia (IQ)
- in Argentina (Los científicos rebeldes)
- in Italia (Misfits)

## Episodi
| Stagione       | Episodi | Prima TV USA |
| -------------- | ------- | ------------ |
| Prima stagione | 16      | 1985-1986    |